# Richard "Groove" Holmes
Richard "Groove" Holmes (Camden, Nueva Jersey, 2 de mayo de 1931 - St. Louis, Misuri, 29 de junio de 1991) fue un organista de jazz estadounidense.

## Historial
De educación musical autodidacta, sería Les McCann quien le dio la oportunidad de iniciar su carrera profesional en California, en 1960, y quien facilitó sus primeras grabaciones en Pacific, primero con Ben Webster (1961) y después con Gene Ammons (1962). Formó su propio trío, con el que se trasladó a la Costa Este, realizando nuevas grabaciones para el sello discográfico Prestige, tanto como líder, como junto a Jimmy McGriff, ya en los años 1970. Tanto en esa década como en la siguiente (años 1980), realiza un gran número de grabaciones para distintos sellos, con músicos como Jimmy Witherspoon, Gerald Wilson, Brother Jack McDuff, Willis "Gator" Jackson o el propio Les McCann, dentro del estilo groovy que se conoció como funky o soul jazz.
Su estilo recogía las formas de órgano del gospel de comienzos del siglo XX, especialmente a través de la influencia de Jimmy Smith. sin embargo, para algunos autores su inspiración y su rica línea de bajos, declinan de forma ostensible durante los años setenta.